# Ben Weyts
Ben Louisa Gustaaf Weyts (Leuven, 12 november 1970) is een Belgisch Vlaams-nationalistisch politicus voor de N-VA. Hij is sinds 2019 Vlaams viceminister-president en sinds 2024 Vlaams minister van Financiën, Begroting,  Vlaamse Rand, Onroerend Erfgoed, Dierenwelzijn.

## Biografie
Ben Weyts behaalde in 1998 het diploma van licentiaat in de politieke wetenschappen aan de Universiteit Gent. Hij deed er negen jaar over zijn studies, maar combineerde dit naar eigen zeggen met werken en studeerde onderweg korte tijd aan de hogeschool. Tijdens zijn studententijd in Gent was Weyts een van de heroprichters van de Vlaams Nationale Studentenunie (VNSU).
Van 1998 tot 1999 was Weyts stafmedewerker en in 1999 korte tijd directeur van het Vormingscentrum Lodewijk Dosfel, het politieke vormingsinstituut van de Volksunie. Van 1999 tot 2000 was hij vervolgens medewerker van de Volksunie-fractie in de Kamer van volksvertegenwoordigers en van 2000 tot 2001 partijwoordvoerder van de Volksunie, een functie die hij behield tot aan het uiteenvallen van de partij. Weyts belandde nadien bij de N-VA, waarvan hij van 2001 tot 2004 woordvoerder was. In die hoedanigheid was hij ook betrokken bij de besprekingen die zouden leiden tot de vorming van het kartel met CD&V, dat tot in 2008 zou bestaan.
Toen Geert Bourgeois na de Vlaamse verkiezingen van 2004 werd aangeduid als Vlaams minister van Bestuurszaken, Buitenlands Beleid, Media en Toerisme, werd Weyts diens woordvoerder en adjunct-kabinetschef. Tussen 2005 en 2008 was hij vervolgens woordvoerder en kabinetschef.

### Kamerlid (2008-2014)
Nadat Herman Van Rompuy in december 2008 de leiding nam van de regering-Van Rompuy, kwam Weyts als diens opvolger in de Kamer van volksvertegenwoordigers terecht, waar hij bleef zetelen tot in 2014. Als Kamerlid legde Weyts zich toe op het werk in de commissie Binnenlandse Zaken. Ben Weyts profileerde zich als federaal parlementslid vooral op de communautaire problematiek, de splitsing van Brussel-Halle-Vilvoorde, de werking van de politie en deugdzaam en efficiënt bestuur. Hij kreeg in korte tijd het imago van een actief parlementslid en een communautaire hardliner. Eind juli 2009 diende Weyts een wetsvoorstel in waardoor er nog maar één belangenconflict kan worden ingeroepen tegen één en dezelfde beslissing. Zodoende kan er geen carrousel meer ontstaan van opeenvolgende belangenconflicten van diverse parlementen. Weyts deed dit nadat het Grondwettelijk Hof zich eerder onbevoegd verklaarde in deze zaak.
Bij de verkiezingen van 13 juni 2010 werd Weyts in de kieskring Brussel-Halle-Vilvoorde verkozen als lijsttrekker voor N-VA. Op 20 juli 2010 werd hij door zijn collega-parlementsleden verkozen als eerste ondervoorzitter van de Kamer, hetgeen hij bleef tot in 2014. Van 2010 tot 2011 was hij eveneens voorzitter van de Kamercommissie Binnenlandse Zaken.
Op 18 oktober 2010 diende Ben Weyts een voorstel in voor de splitsing van het kiesarrondissement Brussel-Halle-Vilvoorde. Binnen N-VA voerde hij de onderhandelingen over BHV. Hij kreeg van de Franstaligen, voor zijn onverzettelijkheid, de bijnaam 'Ben Laden'. Eind januari 2011 kreeg Weyts de Franstalige media over zich door een wetsvoorstel in te dienen dat artsen en andere beoefenaars van een gezondheidsberoep verplichtte om de taal te kennen van het gebied waar ze werken. Het voorstel zou ervoor moeten zorgen dat artsen en verpleegkundigen in Brussel tweetalig zouden zijn.
Op 19 maart 2011 werd Weyts aangeduid als ondervoorzitter van N-VA, wat hij bleef tot in december 2014. Eerder oefende Weyts deze functie uit van maart 2008 tot maart 2009. Nadat er in december 2014 een nieuw N-VA-partijbestuur verkozen, was Weyts niet langer ondervoorzitter van de partij.
In oktober 2012 werd Weyts verkozen tot gemeenteraadslid van Beersel, waar hij N-VA-fractieleider in de gemeenteraad werd. Bij de lokale verkiezingen van oktober 2018 was hij lijsttrekker voor zijn partij in Beersel. De partij behaalde 22,7 procent en ging er een zetel op achteruit, maar trad toch toe tot het lokale bestuur. Weyts was met 1806 voorkeursstemmen de op een na populairste politicus in Beersel. Zes jaar later, bij de lokale verkiezingen van oktober 2024, was Weyts in Beersel lijsttrekker van het kartel N-VA + Blauw, met de bedoeling om het burgemeesterschap te bemachtigen. De lijst behaalde echter net geen 15 procent en moest het afleggen tegen de Lijst Burgemeester van Jo Vander Meylen, die een nipte absolute meerderheid had behaald. Niettemin vormden beide lijsten een coalitie.

### Vlaams minister (2014-heden)

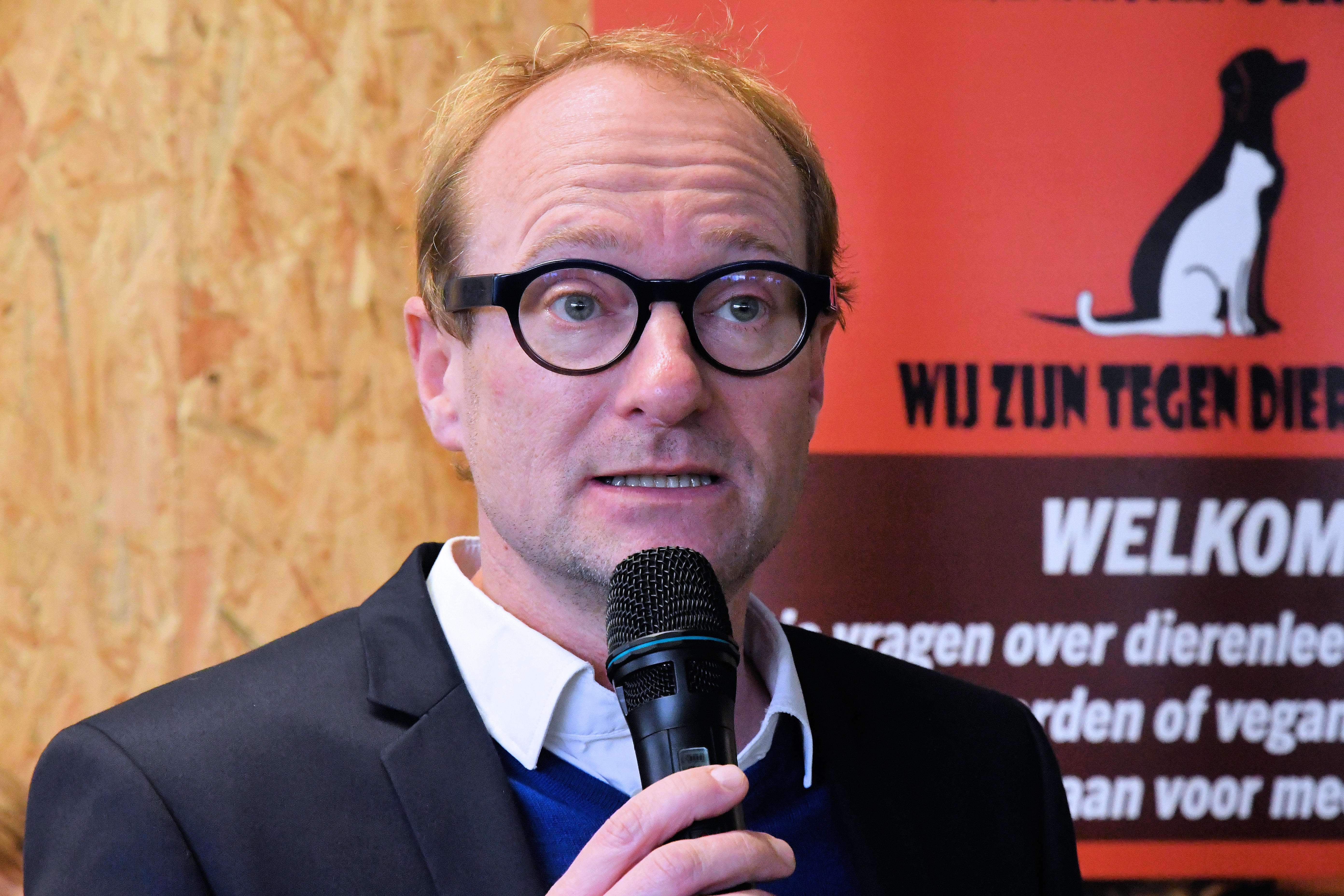
Minister Ben Weyts tijdens de opening van een Dierenopvangcentrum in Zemst

Bij de Vlaamse verkiezingen van 25 mei 2014 stond hij op de eerste plaats van de N-VA-lijst in Vlaams-Brabant. Hij werd naast Vlaams Parlementslid ook deelstaatsenator. Deze mandaten waren van korte duur, want eind juli 2014 werd Weyts Vlaams minister van Mobiliteit, Openbare Werken, Vlaamse Rand, Toerisme en Dierenwelzijn in de regering-Bourgeois. Hij was de eerste Vlaamse minister die dierenwelzijn als een aparte en volwaardige bevoegdheid beheert. Hij profileerde zich ook sterk op het thema verkeersveiligheid, en hamerde op investeringen in de Oosterweelverbinding en de Ring rond Brussel. 
In oktober 2014 werd het ontslag van Weyts als Vlaams minister geëist, omdat hij te gast was op een feest ter ere van de 90ste verjaardag van de omstreden Bob Maes. Maes verloor na de Tweede Wereldoorlog zijn burgerrechten, hoewel hij nooit veroordeeld werd. Hij was ook een van de oprichters van de Vlaamse Militanten Orde.
Op 18 december 2018 kondigde Weyts als minister voor dierenwelzijn een verbod op pelsdierkweek in 2023 af. Een maand voordien was een petitie tegen nertsenfokkerijen al door 40.000 mensen ondertekend.
Bij de Vlaamse verkiezingen van 26 mei 2019 werd hij als Vlaams-Brabants N-VA-lijsttrekker opnieuw verkozen als Vlaams Parlementslid, wat hij bleef tot in oktober dat jaar. Begin juli 2019 nam Vlaams minister-president Geert Bourgeois ontslag om in het Europees Parlement te gaan zetelen. Hij werd opgevolgd door viceminister-president Liesbeth Homans. Weyts nam vervolgens deze functie over.
In de regering-Jambon, die op 2 oktober 2019 aantrad, werd Weyts Vlaams minister van Onderwijs, Sport en Dierenwelzijn. Hij bleef ook viceminister-president. Als onderwijsminister streefde Weyts een ambitieuze agenda na waarin hij onderwijskwaliteit en kennisoverdracht centraal stelde, onder andere door nieuwe eindtermen voor de tweede en derde graad in het middelbaar onderwijs. Niettemin bleven de leerprestaties in het onderwijs in dalende lijn en werden de nieuwe eindtermen vernietigd door het Grondwettelijk Hof na een klacht van de Katholieke Onderwijskoepel, waardoor Weyts deze diende bij te sturen. Voorts besloot Weyts een meer centraal aangestuurd beleid te gaan voeren, met de invoering van verplichte taaltesten voor kleuters in de derde kleuterklas om te bepalen of er extra taalondersteuning nodig was, een tienjarenplan om de leesvaardigheid van leerlingen te verbeteren en gestandaardiseerde Vlaamse Toetsen om de leerprestaties in scholen op te volgen. Daarnaast stuurde hij een Commissie Beter Onderwijs het veld in die aanbevelingen moest geven inzake de verbetering van leerprestaties en de aanpak van het lerarentekort. Hiertoe nam Weyts maatregelen om het onderwijs aantrekkelijker te maken voor zijinstromers. Ook liet hij het M-decreet rond de inclusie van jongeren met een beperking in het reguliere onderwijs omvormen tot een Decreet Leersteun om de negatieve effecten van het vorige decreet weg te werken.
Bij de Vlaamse verkiezingen van 9 juni 2024 was Weyts andermaal lijsttrekker in het Vlaams Parlement en werd hij opnieuw verkozen in deze assemblee. Enkele maanden later, op 30 september 2024, werd hij opnieuw Vlaams viceminister-president en minister in de regering-Diependaele. Weyts behield de bevoegdheden Dierenwelzijn en Vlaamse Rand, maar werd daarnaast bevoegd voor Financiën, Begroting en Onroerend Erfgoed.